# Les Petits Souliers
 (juillet 2025).
Pour plus de détails, voir Fiche technique et Distribution.
Les Petits Souliers est un court métrage français réalisé par Éric Toledano et Olivier Nakache sélectionné au festival international du court-métrage de Clermont-Ferrand en 1999. Il a obtenu la même année le Prix du public au festival du court métrage d'humour de Meudon ainsi qu'au festival du film de Paris.

## Synopsis
Les mésaventures de quatre amis embauchés comme Père Noël.

## Fiche technique
- Titre : Les Petits Souliers
- Réalisation et scénario : Éric Toledano et Olivier Nakache
- Musique : Pascal Ebony et Fabrice Smadja
- Photographie : Alain Ducousset
- Montage : Benoît Alavoine et Fabrice Allouche
- Production : Prune Farro
- Pays de production :  France
- Langue : français
- Format : couleurs - 1,66:1 - 35 mm
- Genre : comédie
- Durée : 22 minutes

## Distribution
- Jamel Debbouze : Zinedine
- Gad Elmaleh : Samuel
- Atmen Kelif : Alain
- Roschdy Zem : Zoubir
- Gilbert Melki : Jean-René Taïeb
- Didier Bénureau : Monsieur Tagin
- Marie-Hélène Lentini : La gouvernante
- Axelle Laffont : L'assistante
- Sophie Mounicot : La maman de Marion et Juliette